# Firó de Sóller
El Firó de Sóller es una fiesta de moros y cristianos que se celebra cada año en Sóller para conmemorar la victoria contra los corsarios otomanos ocurrida el día de san Poncio de 1561. La festividad se ha celebrado de forma continuada desde el año siguiente de los hechos, aunque el formato actual se remonta a 1855.
A diferencia de las representaciones de moros y cristianos de la Comunidad Valenciana, y en consonancia con el resto de localidades de Mallorca, la celebración consiste en una sucesión de escenas de recreación histórica donde los cristianos, vestidos de payeses y portando la cruz de san Jorge como enseña, se enfrentan a los moros, caracterizados como piratas y bajo el símbolo de la media luna. El Firó se celebra el día siguiente a la Feria de Sóller, que tiene lugar el segundo domingo de mayo, coincidiendo siempre en fechas próximas al 11 de mayo, día de los acontecimientos.

## Actos

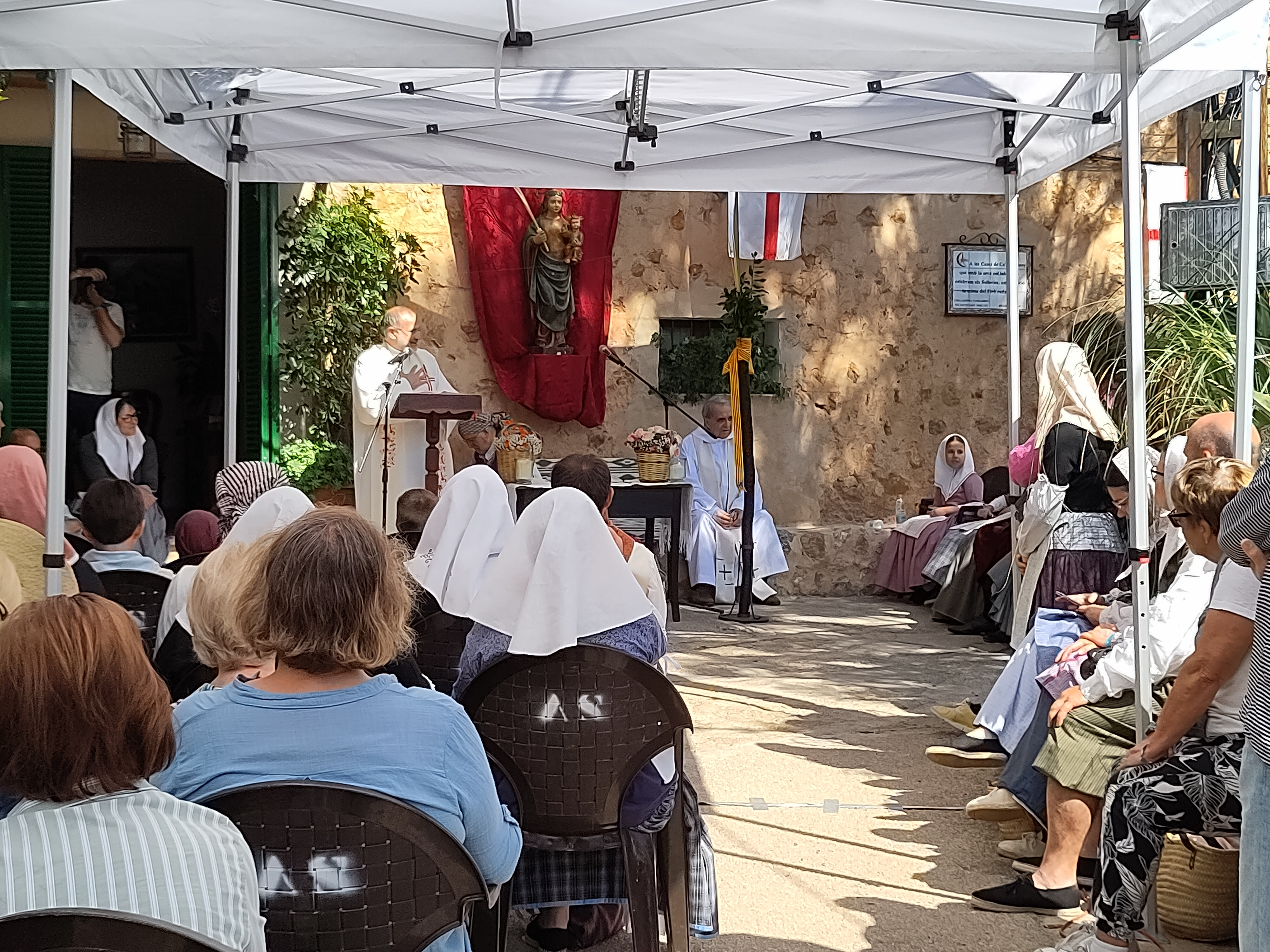
La misa en Can Tamany.

Por la mañana se realiza una ofrenda floral ante el monumento a los héroes del 11 de mayo, seguida de una misa en Can Tamany, casa solariega de las Valentes Dones, figuras clave en la conmemoración.
Las actividades se articulan en torno a tres colectivos: los payeses, las payesas y los moros. Tras el almuerzo, los payeses se reúnen en la Plaça dels Estiradors, mientras las Valentes Dones arengan a las payesas en la Plaça de l'Església. Más tarde, los payeses se incorporan al encuentro y, reunidos todos, escuchan al capitán Joan Angelats, quien los exhorta a la lucha. En ese momento hacen su aparición los bandoleros (trabucaires), que son indultados y se suman a las filas de los defensores.

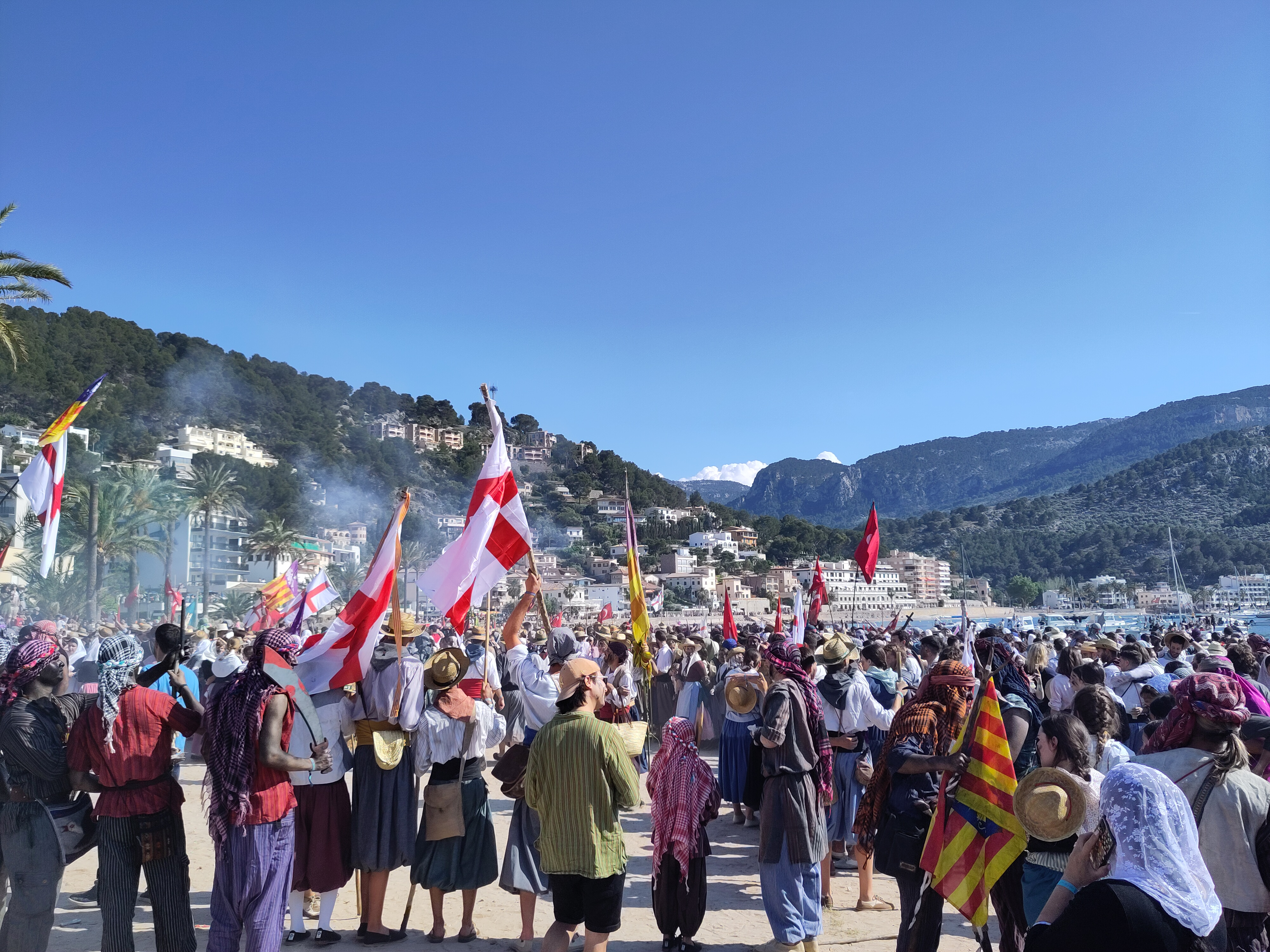
Batalla en el puerto.

En el puerto, los moros desembarcan en Can Generós, donde son rechazados en un primer enfrentamiento por los payeses. Sin embargo, en la Platja d'en Repic logran derrotar a los payeses y emprenden su avance hacia la villa. Un nuevo combate tiene lugar en el Pont d'en Barona.
Hacia el atardecer, los moros alcanzan la Plaça de sa Constitució, saquean la villa y el almirante otomano Otxalí proclama su victoria en las Cases de la Vila. Mientras tanto, los payeses se reagrupan en el Carrer de sa Lluna y, tras un nuevo discurso del capitán Angelats, irrumpen en la plaza y vencen a los corsarios.
Finalmente, el capitán Angelats y los demás comandantes cristianos proclaman la victoria de los sollericos en las Cases de la Vila y ofrecen una acción de gracias a la Mare de Déu de la Victòria. Como colofón, se entona La Balanguera y la celebración concluye con el traslado de la Mare de Déu de la Victòria a la iglesia de la Sangre.

## Galería
Fotografías del Firó en la década de 1920:
|                         |
| Frente al Ayuntamiento. |

|                                |
| En la Plaça de sa Constitució. |

|                                       |
| Frente a la iglesia de San Bartolomé. |

|                               |
| Tres niños vestidos de época. |

|                              |
| La llegada de los corsarios. |